# 州城郡
州城郡，中国南北朝时设置的郡。
南梁设置州城郡，属郢州。治所在州城县（今湖北省仙桃市，一说在今洪湖市东北）。大宝元年（550年）被西魏占领。北周废营阳郡惠怀县、州城郡州城县入沔阳郡建兴县。